# Liolaemus islugensis
Liolaemus islugensis — вид ігуаноподібних ящірок родини Liolaemidae. Мешкає в Чилі і Болівії.

## Поширення і екологія
Liolaemus islugensis мешкають в Андах на півночі Чилі, в регіонах Арика-і-Паринакота, Тарапака і Антофагаста, а також на південному заході Болівії, в департаментах Оруро і Потосі. Вони живуть на високогірних луках пуна. Зустрічаються на висоті від 3650 до 4600 м над рівнем моря. Є всеїдними і живородними.